# Helmut Kury
Helmut Kury (* 4. Dezember 1941 in Glottertal) ist ein deutscher Psychologe und Kriminologe.
Kury wurde 1974 an der Universität Freiburg promoviert und habilitierte sich 1984 ebendort. Er war erster Direktor des Kriminologischen Forschungsinstituts Niedersachsen und anschließend Professor für forensische Psychologie in Freiburg sowie am Max-Planck-Institut für ausländisches und internationales Strafrecht tätig.
Einer breiten Öffentlichkeit bekannt wurde er als Gutachter im Zusammenhang mit der vorzeitigen Begnadigung von Christian Klar. Weiterhin trug er mit je einem Gutachten zu den deutschen Brüdern Rudi und Michael Apelt, die wegen Mordes der Ehefrau eines der beiden, Cindy M., in Phoenix (Arizona) zur Todesstrafe verurteilt wurden dazu bei, dass die Todesstrafe bei Rudi Apelt 2009 aufgrund geistiger Zurückgebliebenheit in eine lebenslange Haftstrafe umgewandelt wurde. Seit mehreren Jahren ist er in mehreren Kommissionen im Erzbistum Freiburg bei der Aufarbeitung sexuellen Missbrauchs durch Geistliche beratend tätig. 2024 wurde er vom Erzbischof des Erzbistums Freiburg für seine Mitarbeit mit der Münstermedaille ausgezeichnet.

## Würdigungen
Helmut Kury ist Professor Honoris causa der Staatsuniversität Lugansk, der staatlichen Universität Adilet in Almaty, Kasachstan und der Grigol-Robakidse-Universität in Tbilisi, Georgien.

## Veröffentlichungen
- J. Obergfell-Fuchs, M. Brandenstein: Nationale und internationale Entwicklungen in der Kriminologie. Festschrift für Helmut Kury zum 65. Geburtstag. Verlag für Polizeiwissenschaft, Frankfurt am Main 2006.
- H. Kury, E. Shea (Hrsg.): Punitivity. International Developments. 3 Bände. Universitätsverlag Dr. Brockmeyer, Bochum 2011, ISBN 978-3-8196-0780-6.
- H. Kury, J. Obergfell-Fuchs: Rechtspsychologie. Forensische Grundlagen und Begutachtung. Ein Lehrbuch für Studium und Praxis. Kohlhammer, 2012, ISBN 978-3-17-016932-6.
- Im Gehirn des Bösen. Die spektakulären Fälle eines Gerichtsgutachters. Piper, München 2014, ISBN 978-3-492-05619-9.
- H. Kury, S. Redo, E. Shea: Women and children as Victims and Offenders: Background, Prevention, Reintegration. Suggestions for Succeeding Generations. 2 Vols. International Publishing Switzerland, Springer 2016.
- H. Kury, S. Redo: Refugees and Migrants in Law and Policy. Challenges and Opportunities for Global Civic Education. Springer, International Publishing Switzerland, 2018.
- H. Kury, A. Kuhlmann, J. Quintas: On the Preventative Effect of Sanctions for Drug Crime: The United States, Germany and Portugal. In: Archiwum Kryminologii, Polska Akademia Nauk, Instytut Nauk Prawnych. Band 41, 2019, S. 261–295.
- H. Kury, J. Schüßler: Der Umgang mit Kriminalität auf parteipolitischer Ebene. Eine Auswertung von Wahlprogrammen. In: Kriminologisches Journal. Band 51, 2019, S. 87–106.
- H. Kury: Umgang mit psychischen Erkrankungen im (Jugend-)Strafvollzug. In: Zeitschrift für Jugendkriminalrecht und Jugendhilfe – ZJJ. Band 31, 2020, S. 36–43.
- H. Kury: Frauen und Kinder von Inhaftierten. In: Forum Strafvollzug – FS. Band 69, 2020, S. 31–35.
- H. Kury, S. Redo: Crime Prevention and Justice in 2030. The UN and the Universal Declaration of Human Rights. Springer, International Publishing Switzerland, 2021.